# José Manzaneda
José Miguel Manzaneda Pineda (ur. 10 września 1994 w Limie) – peruwiański piłkarz występujący na pozycji prawego skrzydłowego, obecnie zawodnik Cantolao.

## Kariera klubowa
Manzaneda jest wychowankiem szkółki juniorskiej Academia Cantolao z siedzibą w Callao, skąd w późniejszym czasie przeniósł się do zespołu Club Juan Aurich z miasta Chiclayo, podpisując z nim swój pierwszy profesjonalny, trzyletni kontrakt. Do treningów pierwszej drużyny został włączony w wieku dziewiętnastu lat przez szkoleniowca José Mari Bakero, który kilkakrotnie powołał go do kadry meczowej na ligowe mecze. Pierwszy mecz w seniorskim zespole rozegrał jednak dopiero kilka miesięcy później za kadencji Roberto Mosquery, w czerwcu 2014 z San Simón (2:1) w pucharze kraju. W peruwiańskiej Primera División zadebiutował natomiast 5 lipca 2014 w wygranym 6:0 spotkaniu ze Sportem Huancayo. W sezonie 2014 wywalczył z Juan Aurich wicemistrzostwo Peru, lecz przez cały pobyt w klubie był wyłącznie rezerwowym dla graczy takich jak Hernán Rengifo, Luis Tejada czy Germán Pacheco.
W styczniu 2016 Manzaneda na zasadzie wolnego transferu przeniósł się do ekipy Deportivo Municipal ze stołecznej Limy. Po przepracowaniu z zespołem okresu przygotowawczego został jednak wypożyczony do swojego macierzystego, drugoligowego Academia Cantolao. Tam od razu wywalczył sobie niepodważalne miejsce w wyjściowym składzie i w sezonie 2016 jako najlepszy strzelec ekipy awansował z nią do najwyższej klasy rozgrywkowej, a sam został wybrany w oficjalnym plebiscycie najlepszym piłkarzem drugiej ligi peruwiańskiej. Bezpośrednio po promocji jego wypożyczenie zostało przedłużone o kolejny rok. Premierowe gole w pierwszej lidze strzelił 5 marca 2017 w wygranej 4:1 konfrontacji z Sportingiem Cristal, dwukrotnie trafiając wówczas do siatki.

## Kariera reprezentacyjna
W lipcu 2015 Manzaneda został powołany przez Víctora Riverę do reprezentacji Peru U-23 na Igrzyska Panamerykańskie w Toronto. Tam pełnił jednak głównie rolę rezerwowego gracza, rozgrywając jeden z trzech możliwych meczów (w wyjściowym składzie), zaś jego kadra odpadła z męskiego turnieju piłkarskiego już w fazie grupowej.
W seniorskiej reprezentacji Peru Manzaneda zadebiutował za kadencji selekcjonera Ricardo Gareki, 8 czerwca 2017 w wygranym 1:0 meczu towarzyskim z Paragwajem.